# Shiroma Miru
Shiroma Miru (白間 美瑠 (Bạch Gian Mỹ Lưu) Shiroma Miru, sinh ngày 14 tháng 10 năm 1997 tại Ōsaka) là một nữ ca sĩ, idol người Nhật Bản. Cô là thành viên thuộc Team M của nhóm nhạc nữ Nhật Bản NMB48.

## Sự nghiệp
Shiroma Miru vượt qua vòng tuyển chọn thành viên thế hệ đầu của NMB48 vào tháng 9 năm 2010 và ra mắt vào ngày 9 tháng 10 năm 2010 tại Tokyo Aki Matsuri, sân khấu đầu tiên của cô là vào ngày 1 tháng 1 năm 2011. Tháng 3 năm 2011, Miru được chọn làm thành viên Team N. Tháng 2 năm 2014, trong đợt AKB48 Group Shuffle, cô được chuyển đến Team M.
Trong đợt Tổng tuyển cử năm 2014, Miru được xếp hạng lần đầu tiên, thứ 43 với 17,745 phiếu bầu.
Tháng 9 năm 2014, trong trận đấu AKB48's 2014 Janken Tournament, AKB48 thông báo Miru sẽ tham gia vào đĩa đơn thứ 38 của nhóm "Kibōteki Refrain". Cũng trong tháng đó, có thông báo rằng cô và Yagura Fuuko đã được lựa chọn làm center cho đĩa đơn thứ 10 của NMB48 "Rashikunai".

## Tổng tuyển cử AKB48
- Không xếp hạng tại Cuộc Tổng tuyển cử thứ 3, tổ chức năm 2011
- Không xếp hạng tại Cuộc Tổng tuyển cử thứ 4, tổ chức năm 2012
- Không xếp hạng tại Cuộc Tổng tuyển cử thứ 5, tổ chức năm 2013
- Hạng 43 (Next Girls) tại Cuộc Tổng tuyển cử thứ 6, tổ chức năm 2014
- Hạng 34 (Next Girls) tại Cuộc Tổng tuyển cử thứ 7, tổ chức năm 2015
- Hạng 24 (Undergirls) tại Cuộc Tổng tuyển cử thứ 8, tổ chức năm 2016
- Hạng 12 (Senbatsu) tại Cuộc Tổng tuyển cử thứ 9, tổ chức năm 2017
- Hạng 20 (Undergirls) tại Cuộc Tổng tuyển cử thứ 10, tổ chức năm 2018

## Danh sách đĩa

### Đĩa đơn cùng NMB48
| Năm  | Số | Tên                         | Vai trò        | Chú thích                                                                                    |
| ---- | -- | --------------------------- | -------------- | -------------------------------------------------------------------------------------------- |
| 2011 | 1  | "Zetsumetsu Kurokami Shōjo" | A-side         | Ra mắt cùng NMB48 Team N. Hát "Seishun no Lap Time", "Mattemashita" và "Mikazuki no Senaka". |
| 2011 | 2  | "Oh My God!"                | A-side         | Hát "Boku wa Matteru", "Hoshokusha tachi yo" và "Uso no Tenbin".                             |
| 2012 | 3  | "Junjō U-19"                | A-side         | Hát "Migi e Magare!"                                                                         |
| 2012 | 4  | "Nagiichi"                  | A-side         | Hát "Boku ga Mo Sukoshi Daitan Nara"                                                         |
| 2012 | 5  | "Virginity"                 | A-side         | Hát "Mōsō Girlfriend"                                                                        |
| 2012 | 6  | "Kitagawa Kenji"            | A-side         |                                                                                              |
| 2013 | 7  | "Bokura no Eureka"          | A-side         | Hát "Todokekana Sode Todoku Mono" và "Hinadande wa Boku no Miryoku wa Ikinainda"             |
| 2013 | 8  | "Kamonegix"                 | A-side         |                                                                                              |
| 2014 | 9  | "Takane no Ringo"           | A-side         | Hát "Yama e Ikou"                                                                            |
| 2014 | 10 | "Rashikunai"                | A-side, center | Hát "Migi ni Shiteru Ring"                                                                   |
| 2015 | 11 | "Don't look back!"          | A-side         | Hát "Sotsugyō Ryokō" as NMB48's 1st generation và "Heart Sakebu", Team M.                    |
| 2015 | 12 | "Durian Sh nen"             | A-side         | Hát "Boku dake no Secret time", Team M.                                                      |
| 2015 | 13 | "Must be now"               | A-side         | Hát "Kataomoi Yori mo Omoide wo..." và "Good-bye, Guitar", Team M                            |
| 2016 | 14 | "Amagami Hime"              | A-side, Team M | Hát "Koi wo Isoge", Team M và "Dōtonbori yo, Naka Sete Kure!".                               |

### Đĩa đơn cùng AKB48
| Năm  | Số | Tên | Vai trò | Chú thích                                                         |
| ---- | -- | --- | ------- | ----------------------------------------------------------------- |
| 2012 | 27 | "Gingham Check" | B-side  | Hát "Ano Hi no Fuurin"                                            |
| 2012 | 29 | "Eien Pressure" | B-side  | Hát "Ha!"                                                         |
| 2013 | 34 | "Suzukake no Ki no Michi de "Kimi no Hohoemi o Yume ni Miru" to Itte Shimattara Bokutachi no Kankei wa Dō Kawatte Shimau no ka, Bokunari ni Nan-nichi ka Kangaeta Ue de no Yaya Kihazukashii Ketsuron no Yō na Mono" | B-side  | Hát "Kimi to Deatte Boku wa Kawatta"                              |
| 2014 | 35 | "Mae Shika Mukanee" | B-side  | Hát "Kinou Yori Motto Suki"                                       |
| 2014 | 37 | "Kokoro no Placard" | B-side  | Xếp hạng 43 trong đợt Tổng tuyển cử. Hát "Hito Natsu no Hankouki" |
| 2014 | 38 | "Kibouteki Refrain" | A-side  | A-side của AKB48 đầu tiên                                         |
| 2015 | 39 | "Green Flash" | B-side  | Hát "Yankee Rock" và "Punkish"                                    |
| 2016 | 43 | "Kimi wa Melody" | B-side  | Hát "Shigamitsuita Seishun" và "M.T ni Sasagu"                    |
| 2016 | 44 | "Tsubasa wa Iranai" | B-side  | Hát "Set me free", Team A.                                        |